# Зверинцы
Зверинцы — деревня Ивняковского сельского поселения Ярославского района Ярославской области.

## География
Деревня окружена с одной стороны сельскими полями, а с другой рекой Которосль в которую через 360 метров впадает Пахма.

## История
В 2006 году деревня вошла в состав Ивняковского сельского поселения образованного в результате слияния Ивняковского и Бекреневского сельсоветов.

## Население
| 2007 | 2010 |
| ---- | ---- |
| 34   | ↗41  |

### Историческая численность населения
По состоянию на 1859 год в деревне было 23 дома и проживало 146 человек.
По состоянию на 1989 год в деревне проживало 48 человек.

### Национальный и гендерный состав
Согласно результатам переписи 2002 года, в национальной структуре населения русские составляли 80 % из 35 чел., из них 17 мужчин, 18 женщин.
Согласно результатам переписи 2010 года население составляют 23 мужчины и 18 женщин.

## Инфраструктура
Основа экономики — личное подсобное хозяйство. По состоянию на 2021 год большинство домов используется жителями для постоянного проживания и проживания в летний период. Вода добывается жителями из личных колодцев. Имеется таксофон (около дома №9).
Почтовое отделение №150507, расположенное в посёлке Ивняки, на март 2022 года обслуживает в деревне 82 дома.

## Транспорт
Деревня находится на правом берегу реки Которосль. Поворот к Зверинцам начинается не доезжая моста через Которосль по Юго-западной окружной дороге.
В непосредственной близости находится остановка «Зверинцы», через которую проходят маршруты №№ 108 15 микрорайон — Сады Южные, 117 ТРК Альтаир — Автовокзал.